# Bătălia de la Białystok–Minsk

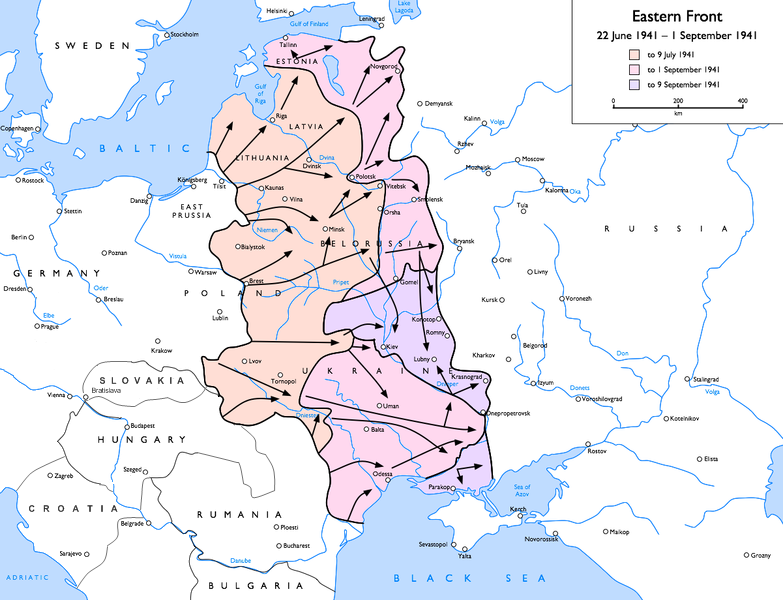
Avansul german între 22 iunie-1 septembrie 1941

Bătălia de la Białystok-Minsk a fost o operațiune strategică germană desfășurată de Grupul de Armate Centru sub comanda mareșalului Fedor von Bock  în al Doilea Război Mondial  timpul penetrării regiunii frontierei sovietice în etapa de deschidere a Operațiunii Barbarossa, care a durat între 22 iunie și 3 iulie 1941. Obiectivul bătăliei a fost încercuirea și distrugerea Forțelor Armatei Roșii din cadrul Frontului de Vest în jurul orașului Minsk, obiectiv realizat de germani.  În această bătălie pierderile s-au ridicat la 341.073
 militari uciși sau capturați, 4.799 tancuri, 9.427 tunuri și 1.669 avioane.

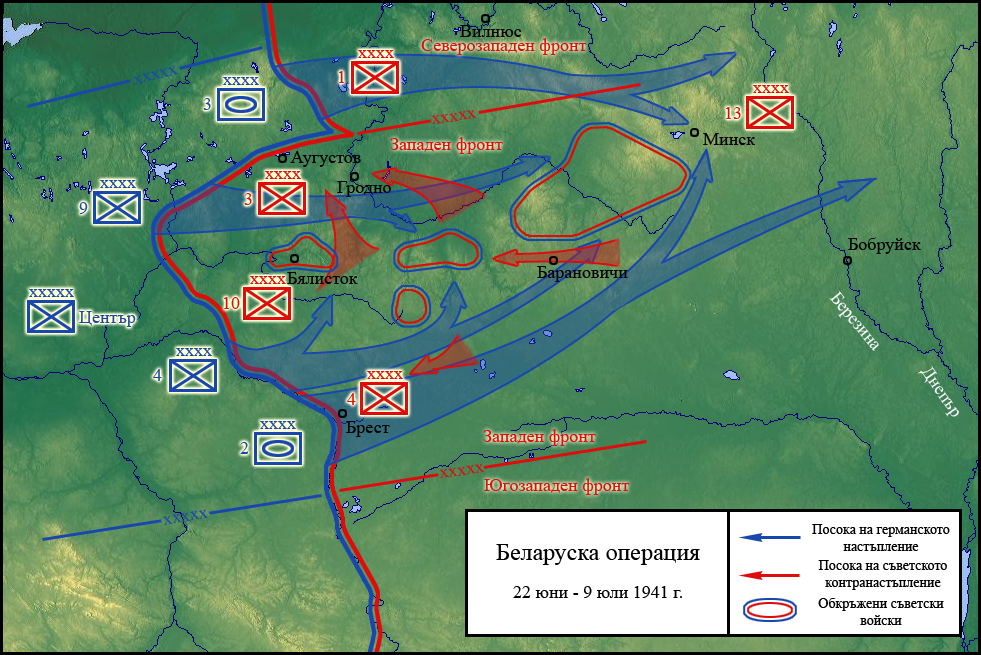
Bătălia în perspectivă mai apropiată

Toate contraatacurile sovietice majore și încercările de spargere a încercuirii au eșuat și apărătorii au fost învinși, permițând Wehrmacht-ului să ia mulți prizonieri sovietici  și să avanseze în Uniunea Sovietică într-un ritm atât de rapid, încât unii credeau că germanii efectiv au câștigat deja războiul împotriva Uniunii Sovietice.
Deși ambele părți au încercat dublă învăluire, aceasta a reușit germanilor datorită luptelor anterioare, când germanii au reușit să distrugă multe avioane sovietice la sol și distrugând liniile de comunicație cu alte fronturi sovietice.
Înainte ca încercuirea să se închidă, circa 250.000 militari sovietici au reușit să scape din încercuire, care mai târziu au fost trimiși în batalioane disciplinare.